# Пісня про любов (фільм, 1923)
Пісня про любов (англ. The Song of Love) — американська драма режисера Честера М. Франкліна 1923 року.

## Сюжет
Танцюристка бореться, щоб захистити французького агента, якого вона любить.

## У ролях
- Норма Толмадж — Нурма-гал
- Йозеф Шильдкраут — Раймон Вальверде
- Артур Едмунд Керью — Рамліка
- Ларрі Віт — Дік Джонс
- Мод Вейн — Морін Дезмард
- Ерл Шенк — комісар Дезмард
- Гектор Сарно — Чандра-лал
- Альберт Пріску — Чамба
- Маріо Карілло — капітан Фрегонн
- Джеймс Кулі — доктор Гумберт